# Maksim Zhavnerchik
Maksim Anatolyevich Zhavnerchik (tiếng Belarus: Максім Анатольевіч Жаўнерчык; tiếng Nga: Максим Анатольевич Жавнерчик; sinh 9 tháng 2 năm 1985) là một cầu thủ bóng đá Belarus thi đấu cho Dinamo Minsk.
Zhavnerchik lần đầu tiên được triệu tập vào đội tuyển quốc gia để thi đấu giao hữu với Kazakhstan, diễn ra ngày 9 tháng 2 năm 2011, nhưng anh không được vào sân. Ngày 29 tháng 3 năm 2011, Zhavnerchik ra mắt cho đội tuyển, thi đấu hiệp một trong trận giao hữu trước Canada.
Vào tháng 1 năm 2015, 6 năm sau khi rời BATE Borisov đến Kuban Krasnodar, Zhavnerchik ký hợp đồng lại với BATE Borisov.

## Danh hiệu
BATE Borisov
- Vô địch Giải bóng đá ngoại hạng Belarus: 2006, 2007, 2008, 2015, 2016, 2017
- Vô địch Cúp bóng đá Belarus: 2005–06, 2014–15
- Vô địch Siêu cúp bóng đá Belarus: 2015, 2016, 2017